# Paha (vệ tinh)
Paha là vệ tinh nhỏ hơn trong số hai vệ tinh của hành tinh nhỏ 47171 Lempo.
Vào ngày 8 tháng 12 năm 2001, các quan sát của Chadwick Trujillo và Michael Brown sử dụng Kính thiên văn vũ trụ Hubble, đã tiết lộ sự hiện diện của mặt trăng hành tinh nhỏ, ký hiệu tạm thời S / 2001 (47171) 1, sau này được đặt tên là Paha. Khám phá được công bố vào ngày 10 tháng 1 năm 2002. Vệ tinh có đường kính ước tính 132 + 8 −9 km. và bán trục lớn 7411 ± 12 km, quay quanh cấp 1 của nó trong 50.302 ± 0,001 d. Ước tính nó chỉ có khối lượng khoảng 7,5 × 1017 kg.
Nó được đặt tên theo một trong hai quỷ đi kèm Lempo, trong thần thoại Phần Lan.